# Falk Schindler
Falk Schindler (* 21. September 1978 in Dresden) ist ein ehemaliger deutscher Fußballspieler. Bekannt wurde er durch eine Dopingaffäre im Jahre 2005 als Spieler von Kickers Emden.

## Karriere

### Erste Stationen
Der 1,83 m große und 72 kg schwere offensive Mittelfeldspieler spielt beidfüßig und begann seine Karriere bei der SG Striesen. Bereits von der C- bis zur A-Jugend spielte er für Dynamo Dresden. Im Juli 1996 wechselte er, noch immer als Juniorenspieler, zum Hamburger SV, wo er meist in der zweiten Herrenmannschaft zum Einsatz kam. Lediglich unter Frank Pagelsdorf trainierte er vorübergehend bei den Profis mit. Nach insgesamt sieben Jahren in der Hansestadt wechselte er 2003 ablösefrei zum Chemnitzer FC, wo er weiterhin in der Nordstaffel der Fußball-Regionalliga spielte. Im Jahre 2005 folgte ein Wechsel zu Kickers Emden.

### Doping-Affäre
Am 17. September 2005 wurde Falk Schindler nach dem Spiel Fortuna Düsseldorf gegen Kickers Emden, in dem er ein Tor zum 2:1-Auswärtssieg seiner Mannschaft beisteuerte, bei einem Dopingtest positiv auf die Substanz Carboxyfinasterid getestet, die sowohl von der Welt-Antidoping-Agentur (WADA) als auch vom Fußball-Weltverband FIFA als verboten eingestuft wird. Sie selbst wirkt nicht leistungssteigernd, kann aber die Einnahme von leistungssteigernden Substanzen wie Anabolika verschleiern. Der Wirkstoff war in einem Mittel gegen Haarausfall enthalten, das Falk Schindler schon seit Jahren regelmäßig eingenommen hatte, aber erst 2005 auf die Dopingliste gesetzt wurde. Der Spieler wurde daraufhin für ein halbes Jahr gesperrt und das Regionalligaspiel mit 2:0 für Düsseldorf gewertet. Überdies wurde Falk Schindler fristlos von seinem Verein entlassen, wobei wohl auch finanzielle Gründe eine Rolle spielten. Allerdings wurde die Entlassung später wieder rückgängig gemacht, nachdem immer klarer wurde, dass Schindler das Finasterid nicht aus dem Grund einnahm, um andere Substanzen zu verschleiern.
Wenige Wochen nach Schindlers Vergehen kam es zu einem sehr ähnlichen Fall in der 2. Bundesliga, in dessen Folge Nemanja Vučićević vom TSV 1860 München ebenso gesperrt wurde.

### Ab 2006
Nach dem Absitzen seiner bis zum April 2006 gültigen Sperre fand Schindler wieder den Anschluss an die Regionalligamannschaft von Kickers Emden. Insgesamt erzielte er in der Saison 2005/06 sechs Tore in 13 Spielen. In der folgenden Spielzeit, die Emden auf Rang 4 beendete, steuerte er drei Treffer in 18 Partien bei. Im Juli 2007 wechselte Falk Schindler zum Oberligisten FV Dresden-Nord, der sich während der folgenden Saison in SC Borea Dresden umbenannte. Nach nur einem Jahr ging er im Sommer 2008 zum VFC Plauen, der in die Regionalliga Nord aufgestiegen war. In den folgenden Spielzeiten gelang ihm mit dem Verein jeweils der Klassenerhalt. Die Saison 2009/10 war für Schindler mit neun Toren in 33 Einsätzen und Abschlussrang sieben die erfolgreichste. Mit dem VFC Plauen qualifizierte er sich 2012 für die neu geschaffene Regionalliga Nordost. Im Jahr 2015 stieg er mit Plauen in die Oberliga Nordost ab. Im Sommer 2017 schloss er sich dem Plauener Stadtteilverein SG Unterlosa an.

### Trainerlaufbahn
Im Januar 2018 kehrte er zum VFC Plauen zurück und wurde Co-Trainer von Daniel Rupf. Am 11. Juni 2019 gab der Verein bekannt, dass Falk Schindler weiterhin als Cheftrainer engagiert werde. Schindler hatte das Amt vorher schon für sieben Spiele als Interimstrainer inne, nachdem Daniel Rupf beurlaubt worden war.